# Michelle Richardson (personnage de Skins, États-Unis)
Michelle Richardson est un personnage fictif de la série télévisée Skins interprété par Rachel Thevenard.

## Biographie du personnage
Michelle Richardson est la jolie fille de la bande. Gentille, belle, bonne élève, naïve, elle est aussi très amoureuse de son copain, Tony Snyder, qui l'utilise, la manipule, la trompe et se moque ouvertement d'elle en la surnommant Nib (Nips en VO) apparemment à cause de ses seins asymétriques. Elle finit généralement par s'en rendre compte, ce qui provoque de grosses disputes mais elle lui pardonne à chaque fois. Elle semble être la seule à avoir de véritables sentiments. Cependant vers le milieu de la première saison, Michelle, à bout, quitte Tony.Son meilleur ami, Stanley Lucerne, est désespérément amoureux d'elle mais c'est également le meilleur ami de Tony, son futur ex-petit copain. 